# قفسه

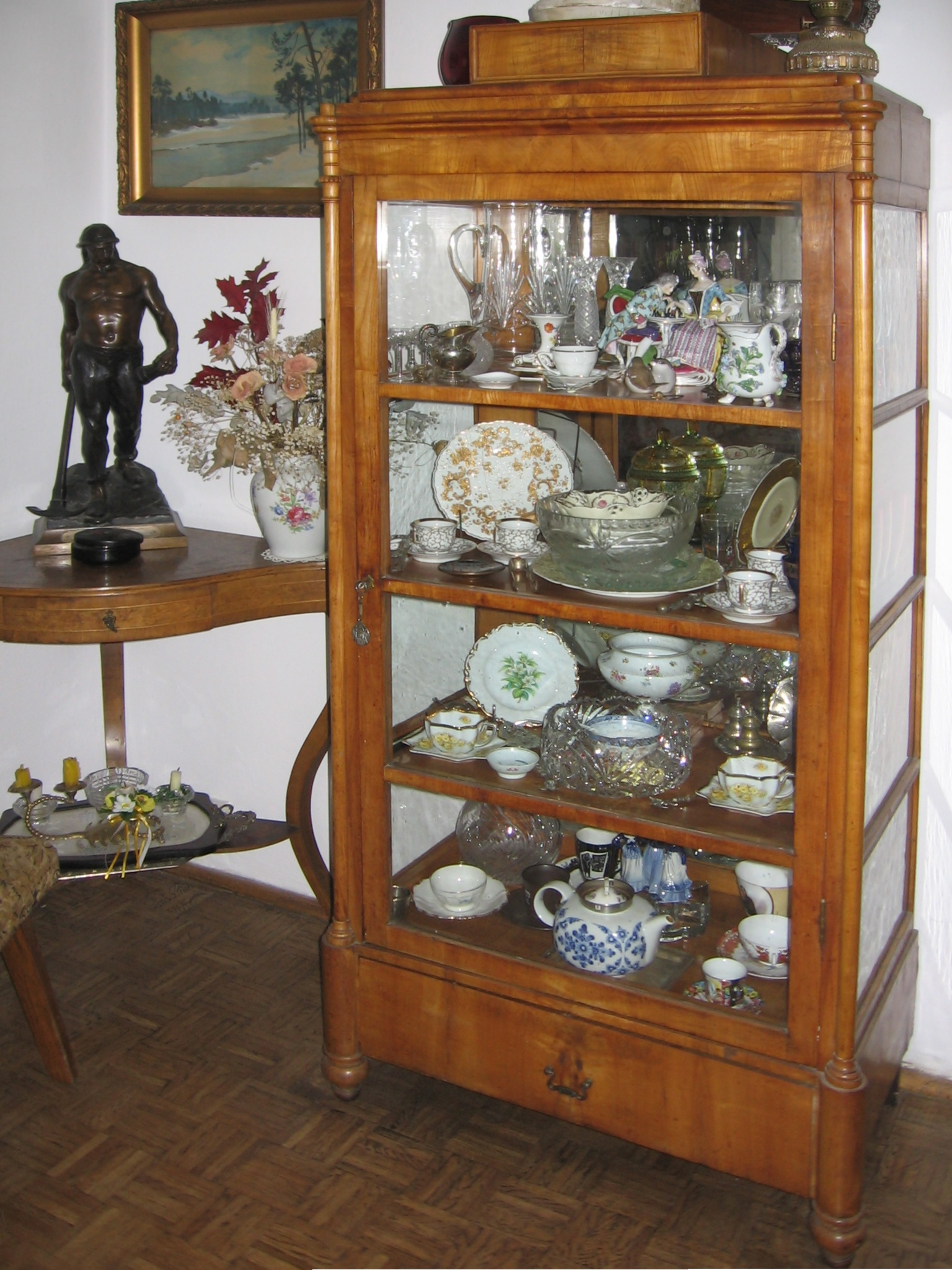
ظروف تزئینی در قفسه‌ای چوبی

قفسه یا گنجه نوعی کابینت است که اغلب از چوب ساخته شده و در خانه‌ها برای نگهداری ظروف یا لباسها یا مشروبات در مقابل آلودگی و گرد و غبار استفاده می‌شود. تاریخچه استفاده از قفسه‌ها به قرون وسطی برمی‌گردد.کابینتها در سایزهای مختلف و  جنس های مختلفی ساخته میشود که هرکدام از آنها محاسنی دارد.